# Thelotrema kalarense
Thelotrema kalarense är en lavart som beskrevs av Sethy, Nagarkar & Patw. 1987. Thelotrema kalarense ingår i släktet Thelotrema och familjen Thelotremataceae.   Inga underarter finns listade i Catalogue of Life.